# Маркович Павло
Маркович Павло (* 19 листопада 1924, с. Чертижне Гуменського округу, Словаччина) — художник, етнограф, доцент Університету Павла Йозефа Шафарика в Кошицях, заслужений вчитель.

## Життєпис
Учився в Міжлабірецькій горожанській школі (1942–1944), Гуменській гімназії (1945–1953). Закінчив педфакультет Братиславського університету, викладав образотворче мистецтво в Пряшівській педагогічній школі імені К. Готвальда (1953–1960). З 1960 р. — викладач на педфакультеті Пряшівського університету, тепер Університет Павла Йозефа Шафарика в Кошицях.

## Творчість
Автор картин, намальованих пастеллю: «Дуб» (1964), «Осінь» (1969), «Пейзаж» (1970), «Червоні стріхи» (1970), «Під вечір» (1971) та ін. Із станкової графіки: «Село» (1956), «Композиція» (1967), «Пейзаж біля Попрада» (1969) та ін. Твори виставляв на персональних виставках у Свиднику (1974, 1975), Пряшеві (1977) та інших містах. Автор монографій «Українські народні хрестикові вишивки Східної Словаччини» (1964), «Українські писанки Східної Словаччини» (1972).